# Candy (banda mexicana)
Candy fue un grupo mexicano de post-punk formado en 2006. Tienen su inspiración de fuentes como el psicoanálisis, películas, literatura, etc. 
Héctor Villagomez, Michael Klotz y Valentina Plasa se conocieron en la preparatoria y comienzan a tocar pero es hasta que entran a la universidad que conocen a Ángel Vargas que en ese entonces era parte de la banda Holden y así se integran y comienzan formalmente el proyecto de Candy.
En 2009 lanzaron su primer LP Stranger, nominado a mejor álbum de garage punk en los Premios IMAS 2010, y recientemente han promocionado un segundo LP Control (2012) que fue producido por Joselo Rangel de Café Tacvba y Ro Velázquez de Liquits. Se han presentado en diversos lugares como el festival Vive Latino 2011, Festival Marvin, Festival Goliath Y Hard Rock Live en el que tocaron junto a The Misfits. Además han tocado en San Antonio, TX The Big Spill Festival, Houston, TX y Austin, TX donde formaron parte del festival South by Southwest y últimamente en el Festival Vive Latino 2013.
Ojalá regresen.

## Integrantes

### Formación actual
- Michael Klotz - vocalista, guitarra
- Valentina Plasa - vocalista, bajo
- Hector Villagomez - batería
- Ángel Vargas - guitarra

## Discografía

### Álbumes de estudio
- 2009: Stranger
- 2012: Control
- 2016: Atlas